# Vila Nova do Sul

Bandera del municipio de Vila Nova do Sul (Río Grande del Sur, Brasil)

Vila Nova do Sul es un municipio brasileño del estado de Rio Grande do Sul.
Se encuentra ubicado a una latitud de 30º20'38" Sur y una longitud de 53º52'58" Oeste, estando a una altitud de 267 metros sobre el nivel del mar. Su población estimada para el año 2004 era de 4.480 habitantes.
Ocupa una superficie de 527,42 km².
- Datos: Q1754351
- Multimedia: Vila Nova do Sul / Q1754351